# Sémantique algébrique (logique mathématique)
Pour les articles homonymes, voir Sémantique algébrique.
En logique mathématique, la sémantique algébrique est une sémantique formelle basé sur les algèbres étudiés dans le cadre de la logique algébrique. Par exemple, la logique modale S4 se caractérise par la classe des algèbres booléennes topologiques—à savoir, des algèbres booléennes possédants un opérateur intérieur. D'autres logiques modales sont caractérisées par diverses autres algèbres avec des opérateurs. La classe des algèbres booléennes caractérise la logique propositionnelle classique, et la classe des algèbres d'Heyting de la logique intuitionniste.

## Lectures supplémentaires
- Josep Maria Font et Ramón Jansana, A general algebraic semantics for sentential logics, Springer-Verlag, 1996 (ISBN 978-3-540-61699-3) libre accès depuis Project Euclid
- W.J. Blok et Don Pigozzi, Algebraizable logics, American Mathematical Society, 1989 (ISBN 0-8218-2459-7)
- (en) Protoalgebraic logics, Dordrecht/Boston, Springer, 2001, 452 p. (ISBN 978-0-7923-6940-0)
- J. Michael Dunn et Gary M. Hardegree, Algebraic methods in philosophical logic, Oxford University Press, 2001, 470 p. (ISBN 978-0-19-853192-0) Bonne introduction avec une exposition antérieure à des logiques non-classiques.